# Peruviogomphus bellei
Peruviogomphus bellei är en trollsländeart som beskrevs av Machado 2005. Peruviogomphus bellei ingår i släktet Peruviogomphus och familjen flodtrollsländor. Inga underarter finns listade i Catalogue of Life.